# Komarów (gromada)
Komarów – dawna gromada, czyli najmniejsza jednostka podziału terytorialnego Polskiej Rzeczypospolitej Ludowej w latach 1954–1972.
Gromady, z gromadzkimi radami narodowymi (GRN) jako organami władzy najniższego stopnia na wsi, funkcjonowały od reformy reorganizującej administrację wiejską przeprowadzonej jesienią 1954 do momentu ich zniesienia z dniem 1 stycznia 1973, tym samym wypierając organizację gminną w latach 1954–1972.
Gromadę Komarów z siedzibą GRN w Komarowie (w obecnym brzmieniu Komarów-Wieś) utworzono – jako jedną z 8759 gromad na obszarze Polski – w powiecie tomaszowskim w woj. lubelskim na mocy uchwały nr 16 WRN w Lublinie z dnia 5 października 1954. W skład jednostki weszły obszary dotychczasowych gromad Komarów wieś, Huta Komarowska, Janówka Wschodnia, Janówka Zachodnia, Księżostany wieś i Księżostany kol. ze zniesionej gminy Komarów w tymże powiecie. Dla gromady ustalono 20 członków gromadzkiej rady narodowej.
1 stycznia 1960 gromadę zniesiono, włączając jej obszar do gromady Komarów Osada w tymże powiecie.
Uwaga: Nie mylić z pobliską gromadą Komarów-Osada z siedzibą w Komarowie-Osadzie.